# Angóranyúl

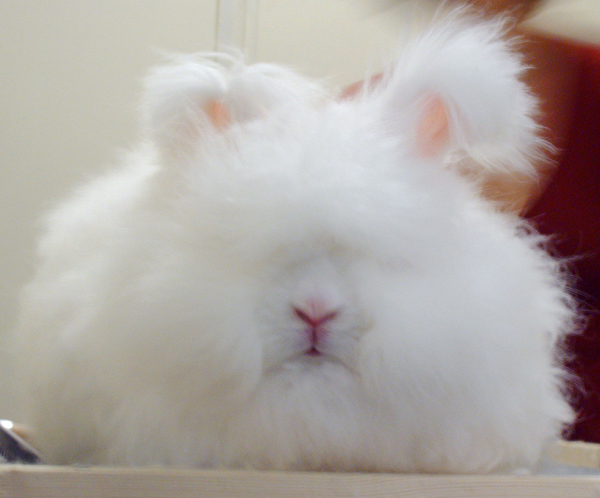
Angol angóranyúl

Az angóranyúl a domesztikált nyulak egyik típusa, melyet hosszú sima gyapja miatt tenyésztenek. Az angóra az egyik legrégebbi nyúlfajta, eredetileg feltehetőleg Ankarából (történelmi nevén Angóra), Törökországból származik, az angórakecskével és az angóramacskával együtt. Más elképzelések szerint az eredetileg mutáció révén létrejött nyulat Kasmírban tenyésztették először (innen kasmír nyúl elnevezése). A nyulak nagyon népszerűek voltak Franciaországban a 18. század közepén, és a század végére egész Európában elterjedtek, ma ismert formájában Angliában tenyésztették ki. Az Egyesült Államokban először a 20. század elején jelentek meg. Az állatokat a hosszú bundájuk, az angóragyapjú miatt tenyésztik, amit el lehet távolítani az állatról nyírással, kopasztással. Az angóranyúlnak nagyon sok fajtája ismert, de az ARBA (Amerikai Nyúltenyésztők Egyesülete) csak négy fajtát sorol be, ezek az angol, a francia, az óriás és a szatén. Az egyéb fajtáiba tartoznak a német, a kínai, a svájci és a finn.

## Fordítás
- Ez a szócikk részben vagy egészben  az   Angora rabbit című angol Wikipédia-szócikk fordításán alapul.  Az eredeti cikk szerkesztőit annak laptörténete sorolja fel. Ez a jelzés csupán a megfogalmazás eredetét és a szerzői jogokat jelzi, nem szolgál a cikkben szereplő információk forrásmegjelöléseként.